# Eotitanops
Genre
Espèces de rang inférieur
- † E. borealis
- † E. dayi
- † E. minimus
- † E. pakistanensis

Eotitanops est un genre fossile de périssodactyles rattaché à la famille des Brontotheriidae. Ce genre a vécu en Asie et en Amérique du Nord au cours de l'Éocène inférieur et l'Éocène moyen. C'est le genre le plus primitif de la famille des Brontotheriidae. 

## Présentation
Il peuplait les sous-bois des forêts d'Asie où il apparut à l'Éocène inférieur et d'Amérique du Nord qu'il colonisa à l'Éocène moyen bénéficiant du réchauffement climatique de l'Optimum climatique de l'Éocène. Il mesurait 45 cm au garrot. Il disparut des deux continents à la même époque.
Très semblable à Hyracotherium, il possédait tout comme lui quatre doigts aux pattes antérieures et trois doigts aux pattes postérieures. La plupart des scientifiques s'accordent à considérer que Eotitanops a donné naissance aux bronthothères dont la taille fut nettement supérieure, tandis que Hyracotherium aurait été à l'origine des chevaux.

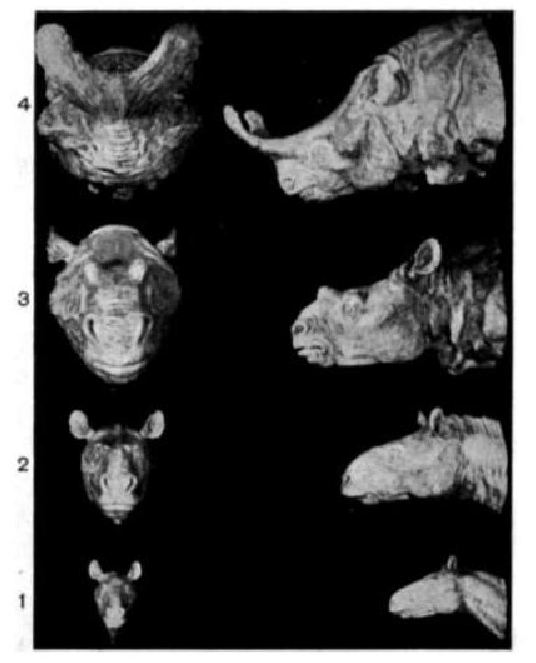
Modèle d'Eotitanops (en bas) comparé avec plusieurs espèces de Megacerops.